# Adventskirche (Kassel)

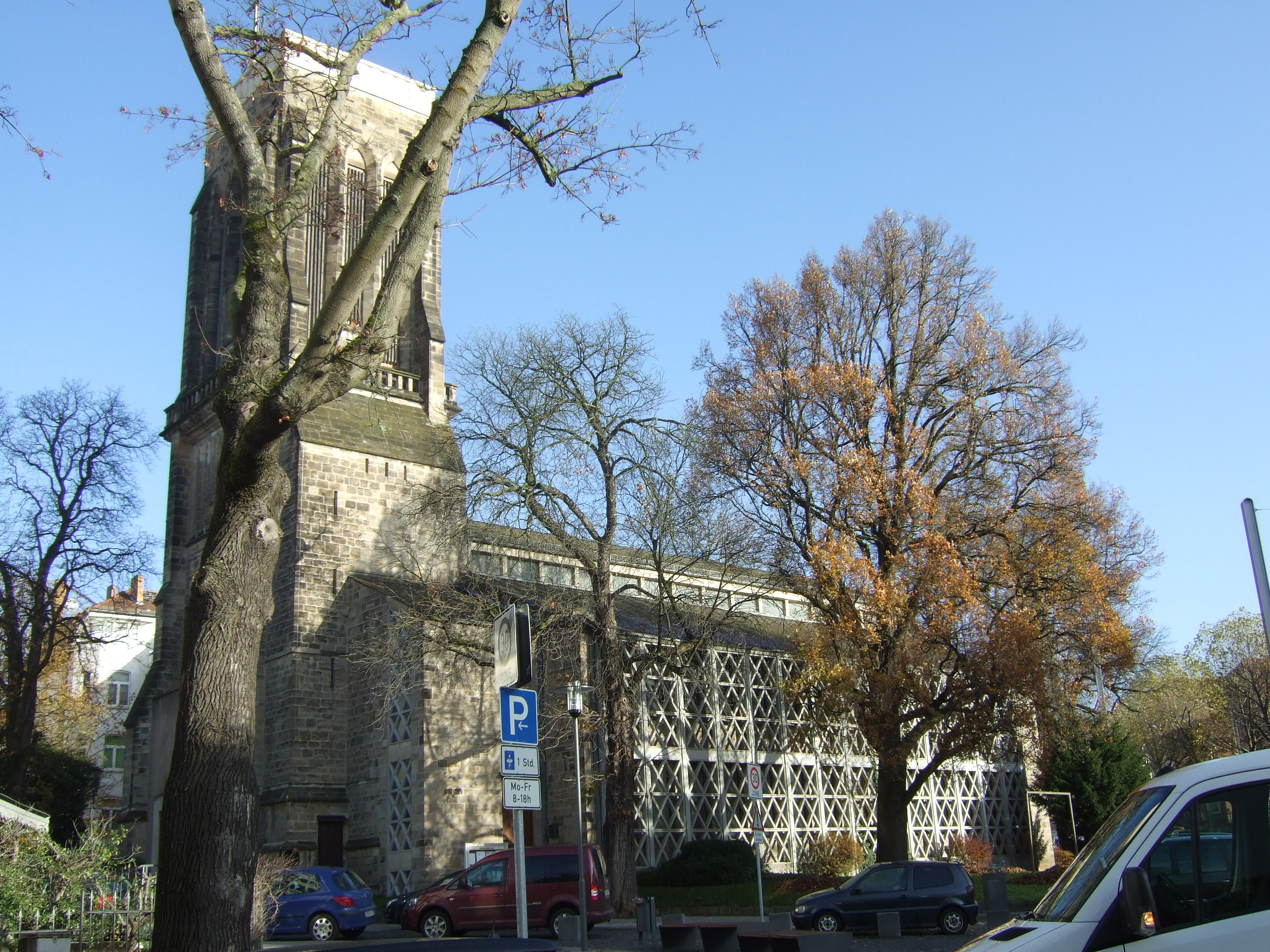
Adventskirche 2013

Die Adventskirche ist ein Kirchengebäude der Evangelischen Kirchengemeinde Wehlheiden in Kassel.

## Geschichte
Bis ins Jahr 1888 gehörte das Gebiet der heutigen Kirchengemeinde Wehlheiden zum Kirchspiel Weißenstein in Kirchditmold. Seit der Einweihung der Adventskirche am 22. Dezember 1888 (dem 4. Advent) wurde die Kirchengemeinde selbstständig. Die Kirche wurde auf einem Grundstück, das der jüdische Unternehmer Sigmund Aschrott der Gemeinde schenkte, in neugotischem Stil erbaut. Seit 1909 heißt die Kirche Adventskirche.
Während des Zweiten Weltkriegs wurde die Kirche in der Nacht vom 22. zum 23. Oktober 1943 durch Bombenangriffe von britischen Bombern nahezu zerstört. Die hohe Turmspitze fiel dabei brennend in die Lassallestraße, die Seitenflügel wurden völlig zerstört und die Kirche brannte völlig aus.
Im Jahre 1961 wurde mit dem Wiederaufbau begonnen und die Kirche wurde am 1. Advent 1963, in stark veränderter Form, wieder eingeweiht und der Gemeinde übergeben. Der Kirchturm wurde dabei nicht wieder in der ursprünglich schlanken, spitzen Form ausgeführt, sondern ist heute ohne Turmhelm ein „Stummelturm“. Auch der Gebäudegrundriss wurde in sehr veränderter Form wieder erbaut, da eine weitere Kapelle und Gemeindezentrum angefügt wurden. Die Reliefs der bronzenen Portaltür wurden von Hermann Pohl entworfen und zeigen biblische Szenen zum Advent. Die Buntglasfenster wurden von Hans Leistikow entworfen und das Taufbecken 1995 von Siegfried Gerstgrasser aus kanadischer Kiefer gestaltet.

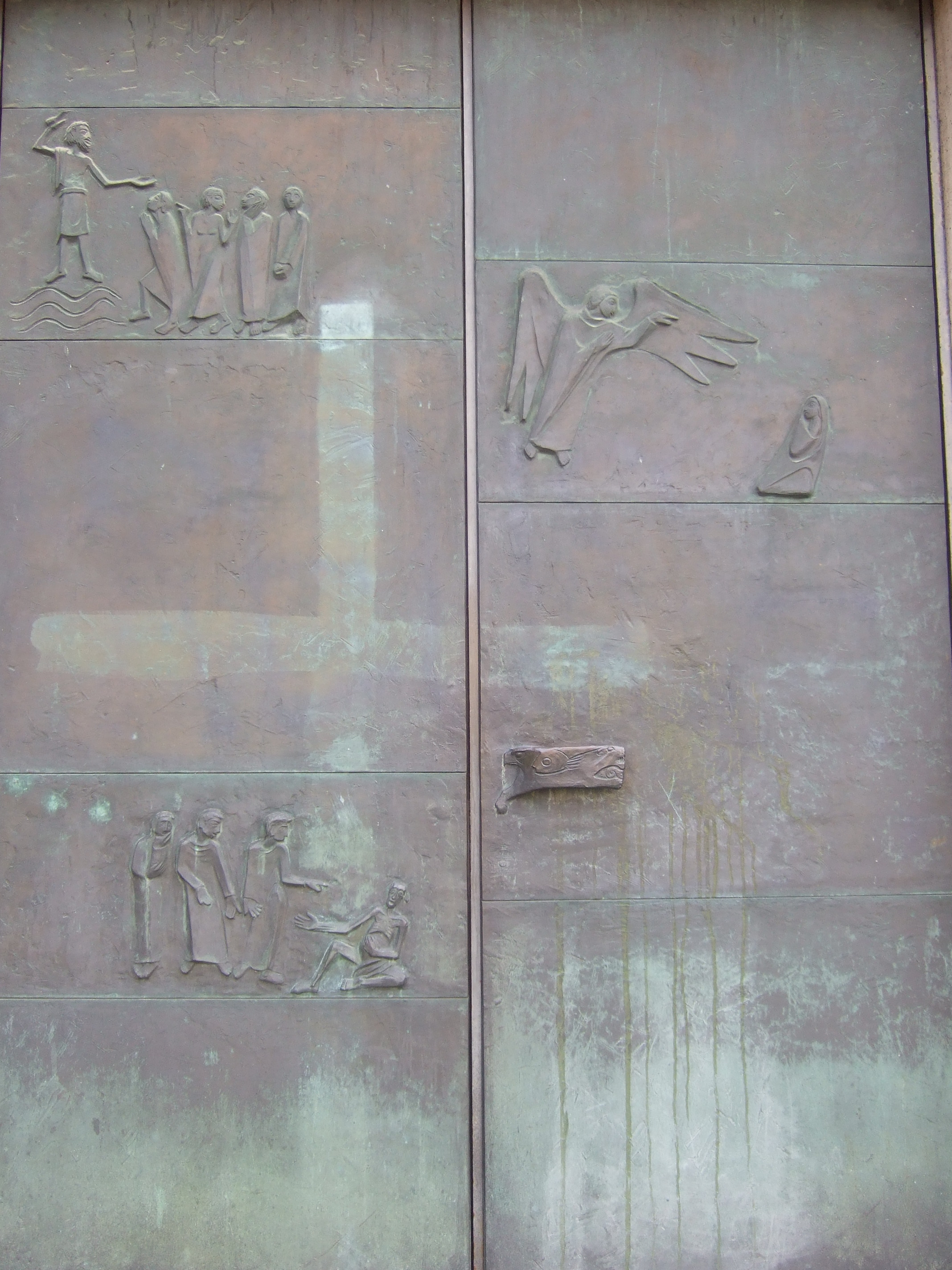
Portaltür mit Ornamenten
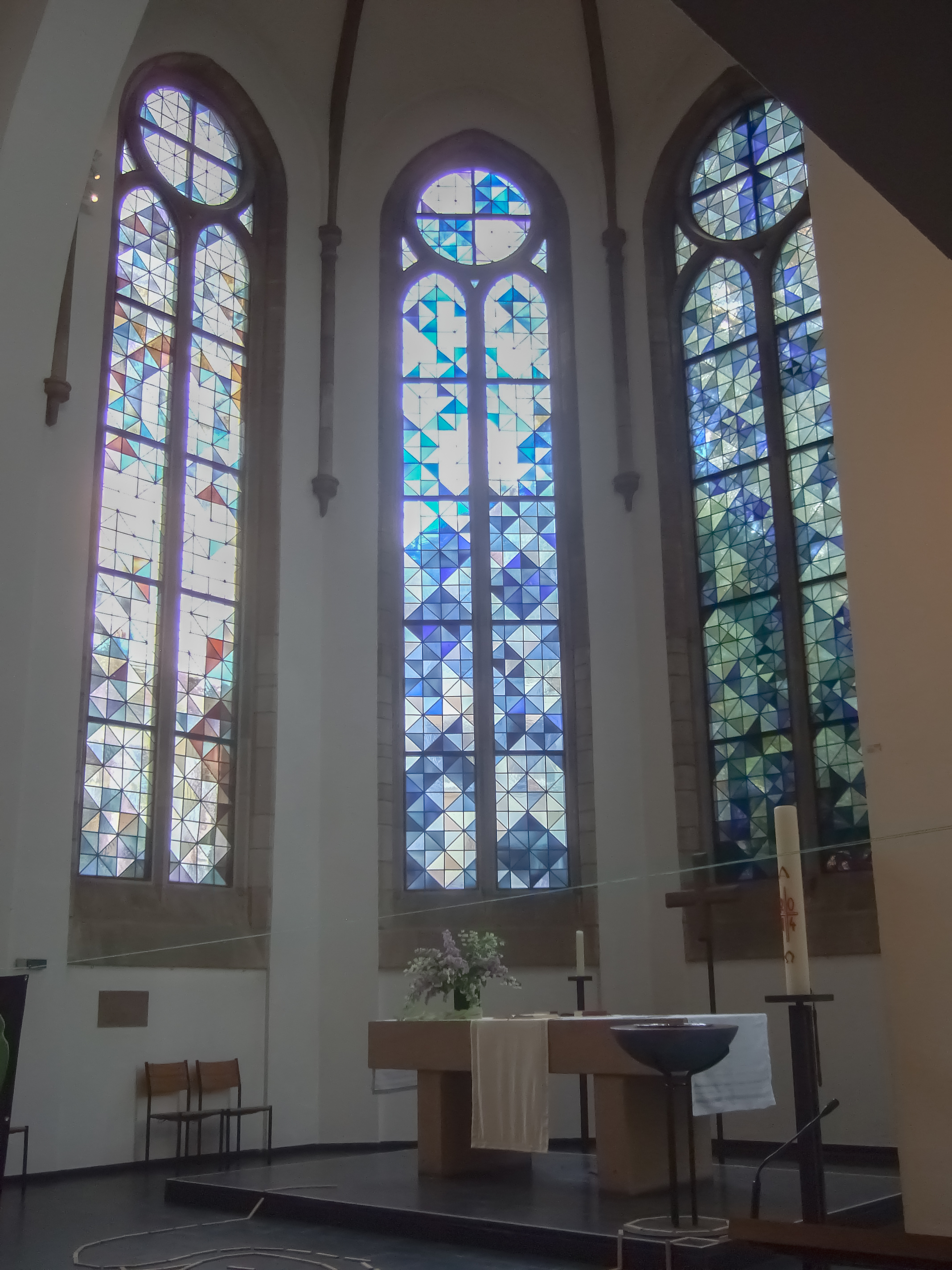
Altarraum mit Buntglasfenster
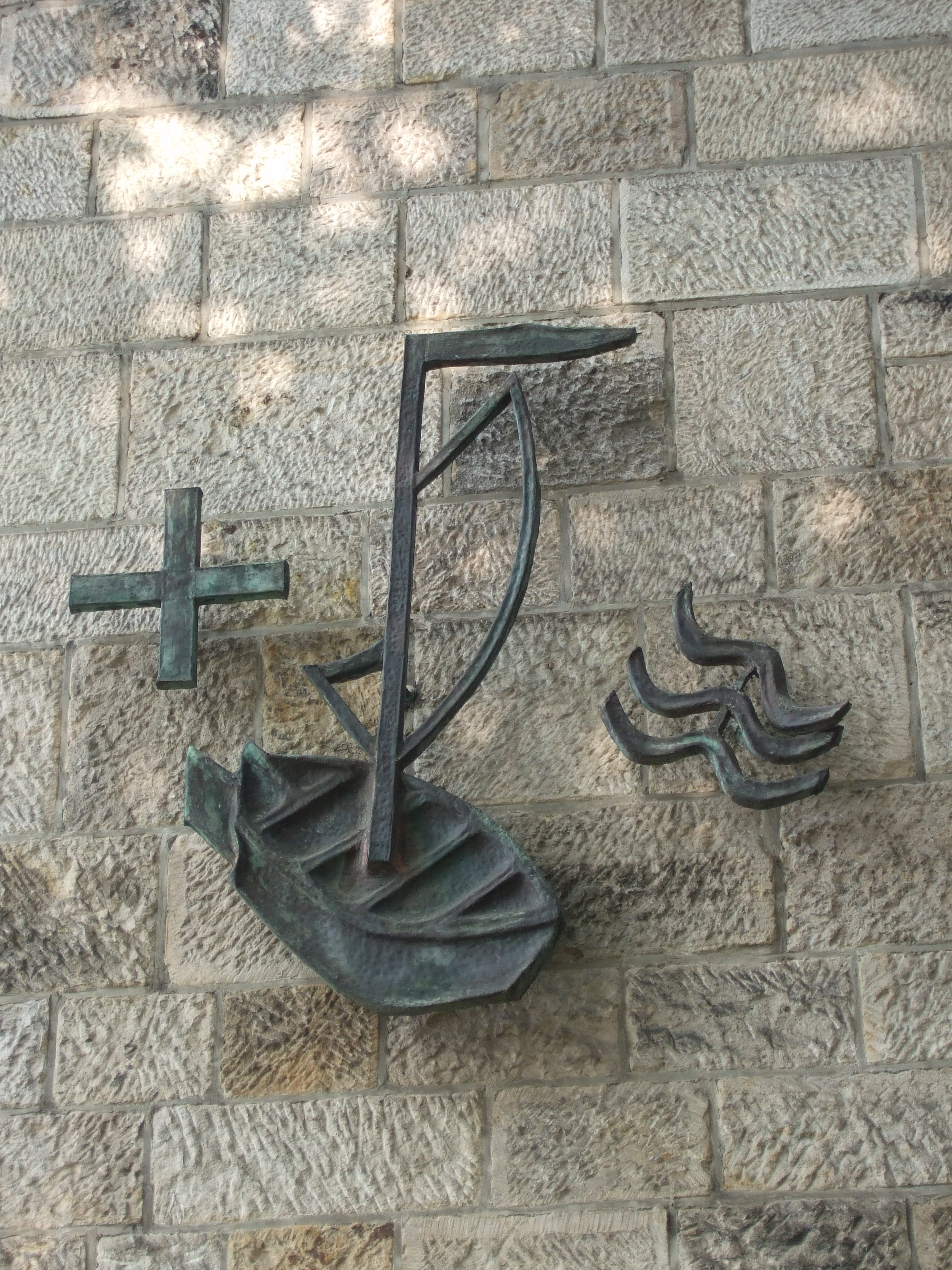
Ornamente an der Ostseite der Kirche

## Orgel

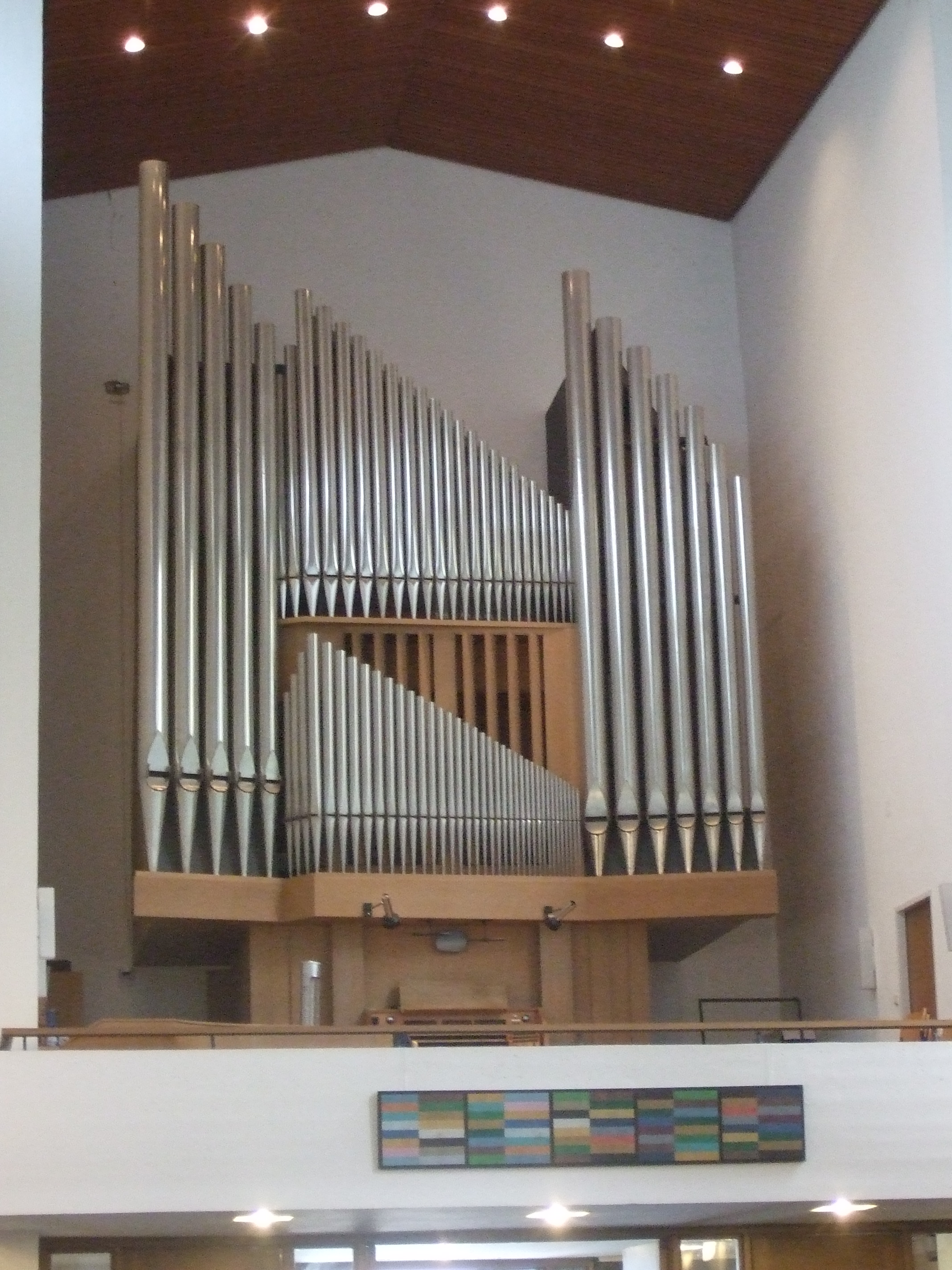
Bosch-Orgel 2014

Werner Bosch schuf im Jahr 1966 die heutige Orgel. Der Prospekt wird durch vier Felder mit freistehenden, nach rechts absteigenden Pfeifen beherrscht, die das Schrankgehäuse verbergen. Nur ein Teil der Jalousien des Schwellwerks ist sichtbar. Das Instrument verfügt über 23 Register, die auf zwei Manuale und Pedal verteilt sind. Die Disposition lautet wie folgt:
| I Hauptwerk C–g3 |       |
| Quintade         | 16′   |
| Principal        | 8′    |
| Spitzflöte       | 8′    |
| Oktave           | 4′    |
| Rohrflöte        | 4′    |
| Quinte           | 2 ⁄3′ |
| Spitzprincipal   | 2′    |
| Mixtur V         | 1 ⁄3′ |
| Trompete         | 8′    |

| II Schwellwerk C–g3    |       |
| Gedackt                | 8′    |
| Principal              | 4′    |
| Blockflöte             | 4′    |
| Italienisch Principal  | 2′    |
| Quinte                 | 1 ⁄3′ |
| Septsesquialter II–III |       |
| Scharf IV              | 2⁄3′  |
| Rohrschalmei           | 8′    |
| Tremulant              |       |

| Pedal C–f1    |     |
| Principalbass | 16′ |
| Subbass       | 16′ |
| Flötoktav     | 8′  |
| Rohrpommer    | 4′  |
| Rauschwerk V  | 4′  |
| Trompete      | 16′ |

- Koppeln: II/I, I/P, II/P
- Spielhilfen: 4 mechanische Setzerkombinationen